# Abtei Nová Říše

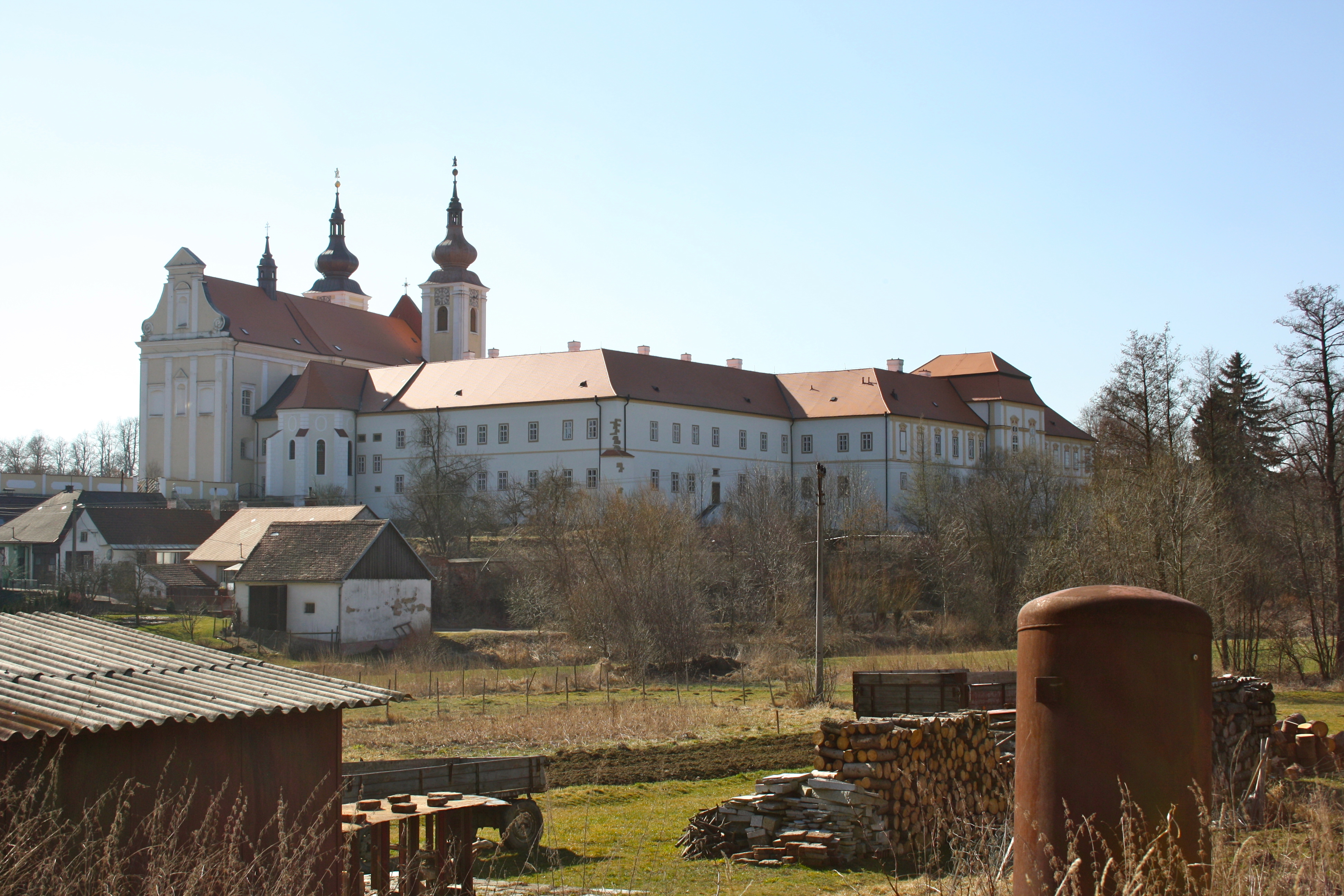
Abtei Nová Říše

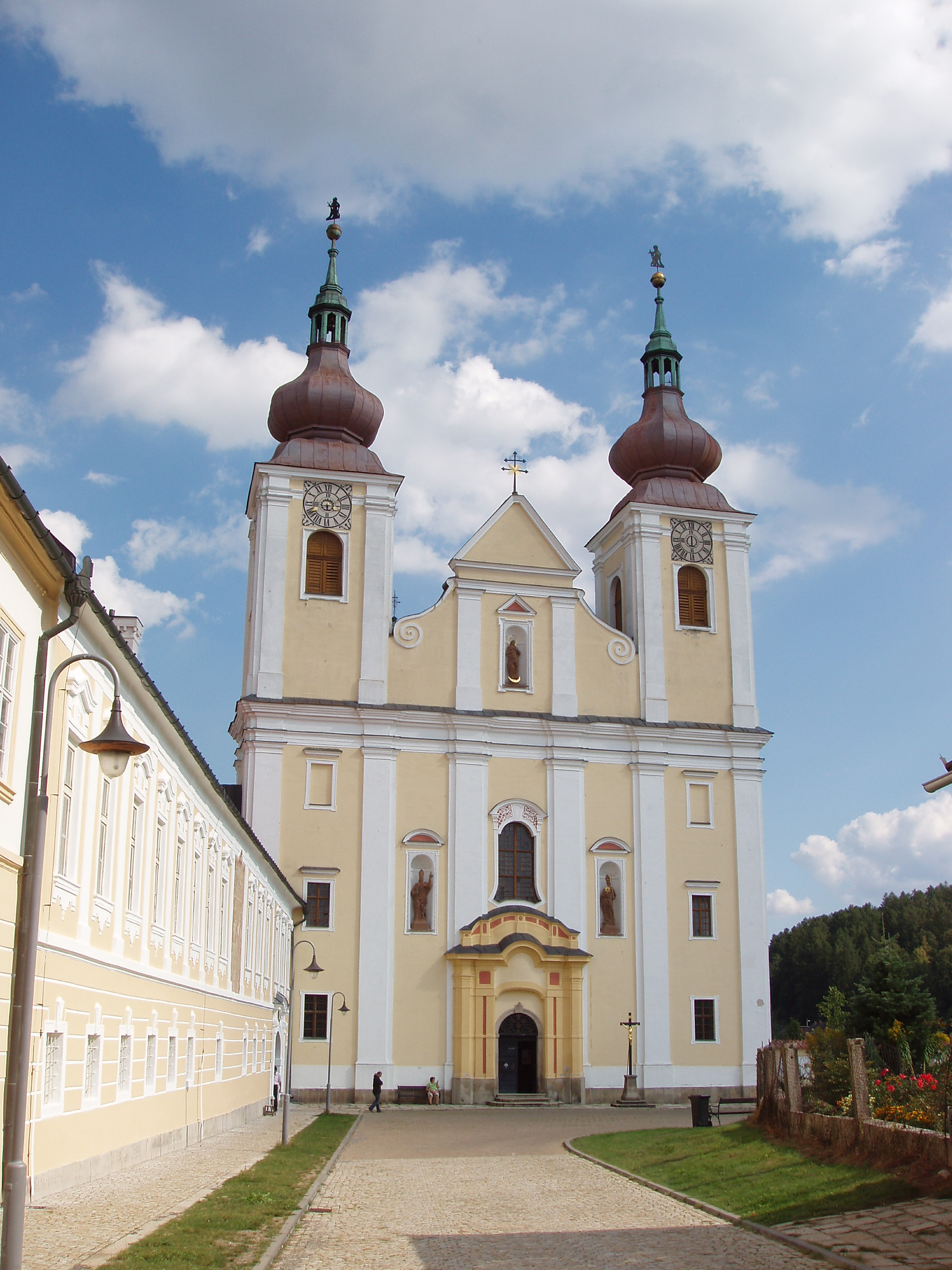
Abteikirche

Die Abtei Nová Říše (deutsch Abtei Neureisch) ist eine Prämonstratenserabtei aus dem 13. Jahrhundert. Sie liegt in Nová Říše, einem tschechischen Ort im Bezirk Jihlava in Mähren. Patrozinium ist Ss. Peter und Paul.

## Lage
Das Kloster liegt etwa 30 km südlich von Jihlava (deutsch Iglau) und etwa 10 km südöstlich von Telč (deutsch Teltsch) nahe der Vápovka. Das Kloster liegt mitten im Ort.

## Geschichte
Die Abtei Nová Říše in Mähren wurde um 1211 von Markvard von Hrádek und seiner Frau Vojslava als Kloster für Prämonstratenser-Chorfrauen gegründet. Das Haus wurde der Abtei Zábrdovice in Brno (deutsch Abtei Obrowitz in Brünn) unterstellt, die auch einen Propst entsandte. Ursprünglich waren Kloster und Kirche Unserer Lieben Frau geweiht. 
Während der Hussitenkriege (1419–1431), wurde das Kloster mehrfach geplündert und zerstört, als einziges Überbleibsel aus der Zeit vor der Zerstörung gilt eine bedeutende St. Annen-Statue aus der zweiten Hälfte des 14. Jahrhunderts.
Nach einer wechselvollen Zeit starb der weibliche Konvent um 1596 aus und Nová Říše wurde eine selbständige Kanonie, die von der Abtei Zábrdovice mit Chorherren neu besiedelt wurde. Nová Říše litt unter dem Dreißigjährigen Krieg und musste 1641 erneut von Zábrdovice personell unterstützt werden. Es folgte ein schneller Aufschwung und bereits 1654 erhielt der Propst das Recht auf die Pontifikalien. 1733 wurde die Kanonie zur Abtei erhoben und unter Abt Pelikán die Bibliothek wesentlich erweitert und verbessert, sowie eine Schule eingerichtet. 1813 beschädigte ein Brand Ort und Kloster, es folgte ein Wiederauf- und Umbau. In den folgenden Jahren betreuten die Chorherren die umliegenden Pfarreien und förderten Kunst und Bildung.
Im Mai 1942 stürmten Einheiten der SS das Kloster. Es wurde in ein Lager der Kinderlandverschickung umgewandelt. Die Prämonstratenser wurden nach Auschwitz verschleppt und bis auf drei Novizen ermordet.
Im Februar 1950 wurden die Chorherren des wiedererrichteten Klosters erneut verhaftet, diesmal von den Kommunisten, und verschwanden nach Schauprozessen in diversen Lagern. Das Vermögen, die Kunstschätze und Bücher sowie die Gebäude wurden beschlagnahmt und ein Militärlager eingerichtet. 1989/90 gelang die Wiedererrichtung des Klosters, aber erst seit 1991 befinden sich die Gebäude wieder im Besitz der Prämonstratenser von Nová Říše. Die Gebäude, die in einem sehr schlechten Zustand zurückgegeben wurden, sind inzwischen renoviert worden.

## Architektur

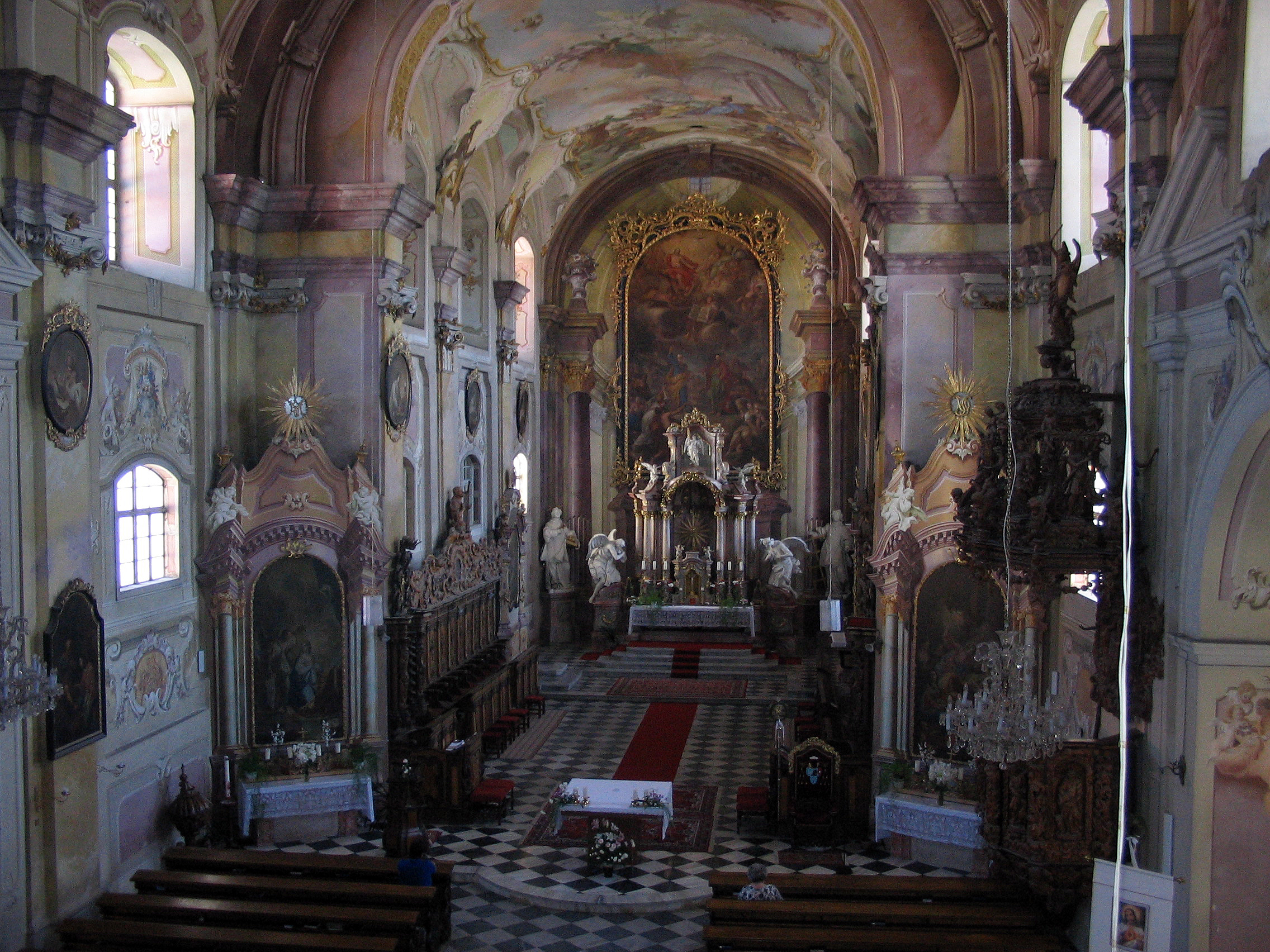
Chor der Abteikirche

Nach dem Brand von 1813 wurde das Kloster bis 1821 wieder auf- und umgebaut. 
Das Gemälde St Peter und Paul (1705) gehört zu den wertvollsten Ausstattungsstücken der Kirche, die mit Fresken von Johann Lucas Kracker (1766–1767) geschmückt ist. Bedeutend sind außerdem das Chorgestühl von 1696 und die Kanzel von 1700. Die Orgel ist ein Werk des Orgelbauers Bedřich Semrád aus Nová Říše aus den Jahren 1764–1765 mit 23 Registern auf zwei Manualen und Pedal.

## Persönlichkeiten
- Paul Wranitzky (1756–1808), Komponist, erhielt seine Ausbildung im Kloster
- Anton Wranitzky (1761–1820), Komponist, erhielt seine Ausbildung im Kloster
- Otokar Březina war in Nová Říše von 1888 bis 1901 Lehrer an der Volksschule und hatte enge Kontakte zum Stift

## Sonstiges
Der gegenwärtige Abt ist Marian Rudolf Kosík OPraem. 